# Crudo y sin censura
Crudo y sin censura es una serie de televisión documental estadounidense que se estrenó el 10 de junio de 2008 en Animal Planet y Discovery Channel.

## Formato
La serie trata sobre encuentros cercanos de personas con animales salvajes y que sobreviven. Los videos presentados son tomados, por otras personas presentes en el acontecimiento. En un principio la finalidad del video es otra. Pero como es un suceso relevante como: ataque de un animal, animales en peligros, etc. Para una mayor comprensión sobre el suceso se presentan gráficos animados en 3D.

## Episodios
| No.en general | No. en temporada | Título                               | Fecha de emisión original |
| ------------- | ---------------- | ------------------------------------ | ------------------------- |
| 1             | 1                | Ataque de cobra                      | 8 de junio de 2008        |
| 2             | 2                | Ataque del oso polar                 | 15 de junio de 2008       |
| 3             | 3                | Ataque de elefante                   | 22 de junio de 2008       |
| 4             | 4                | Ataque de tiburón nodriza            | 29 de junio de 2008       |
| 5             | 5                | Doble gran ataque blanco             | 6 de julio de 2008        |
| 6             | 6                | León ataca al cuidador del zoológico | 13 de julio de 2008       |
| 7             | 7                | Rescate de tigre embarazada          | 20 de julio de 2008       |
| 8             | 8                | La venganza de Shorty the Bull       | 27 de julio de 2008       |
| 9             | 9                | Ataque de Marlin                     | 3 de agosto de 2008       |
| 10            | 10               | Ataque de guepardo                   | 5 de agosto de 2008       |
| 11            | 11               | Ataque de ganso                      | 19 de agosto de 2008      |
| 12            | 12               | Bull Poker                           | 24 de agosto de 2008      |
| 13            | 13               | Choque de elefante                   | 31 de agosto de 2008      |

| No.en general | No. en temporada | Título                                   | Fecha de emisión original |
| ------------- | ---------------- | ---------------------------------------- | ------------------------- |
| 14            | 1                | Amazing Attacks (edición especial)       | 12 de octubre de 2008     |
| 15            | 2                | Terror in the Deep (edición especial)    | 19 de octubre de 2008     |
| 16            | 3                | Vacation Nightmares (edición especial)   | 26 de octubre de 2008     |
| 17            | 4                | Tiburón toma pierna                      | 9 de noviembre de 2008    |
| 18            | 5                | Ataque de leopardo                       | 16 de noviembre de 2008   |
| 19            | 6                | Cuidado con Charlie Bullware             | 23 de noviembre de 2008   |
| 20            | 7                | Colisión de caballo en sentido contrario | 30 de noviembre de 2008   |
| 21            | 8                | ¡Leones, cámara, acción!                 | 7 de diciembre de 2008    |
| 22            | 9                | Gaucho, ¡Ay!                             | 18 de enero de 2009       |
| 23            | 10               | Ataque de elefante marino                | 25 de enero de 2009       |
| 24            | 11               | Problemas en la pista                    | 6 de febrero de 2009      |
| 25            | 12               | Ataque de ballena piloto                 | 15 de febrero de 2009     |
| 26            | 13               | Los trucos de Gator salieron mal         | 22 de febrero de 2009     |
| 27            | 14               | El vaquero gimiendo                      | 1 de marzo de 2009        |
| 28            | 15               | Corredor de caballos catapultado         | 8 de marzo de 2009        |
| 29            | 16               | Tigres atacan al cuidador del zoológico  | 5 de abril de 2009        |

| No.en general | No. en temporada | Título                                   | Fecha de emisión original |
| ------------- | ---------------- | ---------------------------------------- | ------------------------- |
| 30            | 1                | Dientes, Garras, Terror                  | 5 de julio de 2009        |
| 31            | 2                | Héroes y terror                          | 12 de julio de 2009       |
| 32            | 3                | Las pesadillas de la madre naturaleza    | 19 de julio de 2009       |
| 33            | 4                | Peligro repentino                        | 26 de julio de 2009       |
| 34            | 5                | Garras, enfrentamientos, caos            | 26 de julio de 2009       |
| 35            | 6                | Whale Watch (edición especial)           | 9 de agosto de 2009       |
| 36            | 7                | The Wedding Crashers                     | 16 de agosto de 2009      |
| 37            | 8                | Dolores de cabeza bestiales              | 23 de agosto de 2009      |
| 38            | 9                | Cuidado con la mordedura                 | 30 de agosto de 2009      |
| 39            | 10               | Un-bear-able (edición especial)          | 20 de septiembre de 2009  |
| 40            | 11               | Rodeo Rampage (edición especial)         |                           |
| 41            | 12               | Cat-tastrophes (edición especial)        | 30 de agosto de 2009      |
| 42            | 13               | Héroes inverosímiles                     | 18 de octubre de 2009     |
| 43            | 14               | Reprimido, encarcelado y clavado         | 6 de diciembre de 2009    |
| 44            | 15               | Engañando a la muerte                    | 15 de noviembre de 2009   |
| 45            | 16               | Errores costosos                         | 15 de noviembre de 2009   |
| 46            | 17               | La lucha por la supervivencia            | 6 de septiembre de 2009   |
| 47            | 18               | Grandes felinos, accidentes y carnicería | 22 de noviembre de 2009   |
| 48            | 19               | Caos y milagros                          | 29 de noviembre de 2009   |
| 49            | 20               | Bajo mi piel                             | 13 de diciembre de 2009   |
| 50            | 21               | Ataque del oso polar de Berlín           | 27 de diciembre de 2009   |
| 51            | 22               | Ángeles y demonios                       | 27 de diciembre de 2009   |
| 52            | 23               | Ataques sorpresa                         | 19 de abril de 2010       |
| 53            | 24               | Juegos de tiburones                      | 26 de abril de 2010       |
| 54            | 25               | Daring Rescues (edición especial)        | 3 de mayo de 2010         |
| 55            | 26               | Reptile Rage (edición especial)          | 10 de mayo de 2010        |